# Маја Беровић
Маја Беровић (Малешићи, 8. јул 1987) српска је певачица. Каријеру је започела 2007. када је издала албум Живот уживо. Након њега, уследила су још четири студијска албума: Црно злато (2008), Maya (2011), Дјевојка са југа (2012) и Опасне воде (2014).
Након првих десет година каријере, стекла је регионалну популарност сарадњом са реперима Џалом Братом и Бубом Корелијем на албумима Викторијина тајна (2017) и 7 (2018). Током своје прве веће турнеје Право време, у новембру 2018. наступила је у распродатој Београдској арени и оборила рекорд најпосећенијег концерта у тој дворани. Након тога издала је албуме Интиме (2020) и Милион (2023).

## Биографија

### Одрастање у Босни
Маја је рођена 8. јула 1987. у српској породици, у селу Малешићи, делу општине Илијаш, у близини Сарајева у Босни и Херцеговини. Изгубила је оца када је имала три године. Породица Беровић живела је у Малешићима до краја рата у Босни и Херцеговини. Године 1995, заједно са мајком и својим старијим братом, Маја се преселила у Братунац, где је њена мајка рођена. Током интервјуа из 2016. године, Маја је описала своје детињство током рата у Босни и Херцеговини:
Имала сам лошу срећу да припадам генерацији која је одрасла током рата у Босни. Носим углавном ружне и прелепе успомене из тог периода свог живота. Ружне успомене везују се за пресељавање моје породице у потрази за мирним животом, иако тада у то време, нисам била потпуно уверена у ужасе ситуације. Већину времена провела сам играјући се, као и свако дете.
У Братунцу је ишла у школу, и први пут почела да пева. Са само дванаест година певала је у локалним дискотекама сваког викенда, све док није напунила осамнаест година. Маја је одрасла слушајући Драгану Мирковић, Лепу Брену и Цецу Ражнатовић, које често наводи као своје музичке узоре.

### Музичка каријера

#### 2006—2011: Први пројекти
Још као тинејџерка, Маја је потписала уговор са београдском издавачком кућом Гранд продукција и издала свој дебитантски албум Живот уживо у августу 2007. године, када је негде забележено и њено прво појављивање на јавној сцени, где је певала песму Сто динара. Најуспешнија на албуму ипак је била песма Џин и лимунада, један од летњих хитова године. Иза Мајиног музичког првенца стајали су Марина Туцаковић и Александар Милић Мили. Врло брзо након тога, Беровићева је прекинула сарадњу са Гранд продукцијом, и годину дана касније, у децембру, издала свој други албум Црно злато за дискографску кућу IN Music. Нумера по којој је албум понео име, као и песма Седатив, најбоље су прошле на радио станицама. Два месеца након изласка албума, Маја је самостално издала сингл Колико те лудо волим ја.
Певачица је почетни успех наставила у фебруару 2011. године, када је у продају изашао њен трећи албум — Maya. Феминистичка балада Дјевојачко презиме уживала је велику слушаност, и њен успех је касније потврђен у Сарајеву, наградом за Босански хит године. Видео−спот који је пратио песму, а у коме се певачица нашла у улози жртве породичног насиља, режирао је Харис Дубица. Поред ове баладе, на албуму се издвојила и песма Калдрма.

#### 2012—2016: Новији звук
Упоредо са промоцијом последњег албума, Маја је потписала уговор са издавачком кућом Сити рекордс, и већ наредне године објавила сингл Лети птицо слободно, којим је био најављен њен четврти по реду студијски албум. Управо назива Дјевојка са југа, албум је изашао у продају 17. октобра у Босни и Херцеговини и у Србији, а три дана касније у осталим земљама региона. Осим насловне нумере, и песме Вјеруј жени која пије, радијски хит са албума постала је и песма Мама мама, специфична због електро и денс утицаја, којима се певачица полако окретала.
Потврда целокупног дотадашњег успеха стигла је у облику првог великог солистичког концерта, који је Беровићева одржала у Београду 2013. године.
У априлу 2014. године Маја је са песмом Алкохол учествовала на првом Пинковом музичком фестивалу. Упркос освојеном дванаестом месту, нумера је у конкуренцији од песама које су биле у такмичењу, превагнула као најслушанија на 26 радио станица. Музички спот за песму урадила је кућа IDJVideos, и исти је изашао 9. маја. Ова нумера била је увод у њен пети албум, назива Опасне воде, који је у продају изашао 27. октобра исте године. Музички продуцент албума био је Дамир Хандановић, који је Маји урадио песме Мама мама и Алкохол. Текстове за све нумере написала је Туцаковићева. Новији звук пратио је и нови певачицин изглед, будући да је први пут косу офарбала у плаво. Највећи успех на овом албуму забележиле су песме Чиме ме дрогираш, Дечко за провод и Опасне воде, које је све екранизовао Дејан Милићевић, Мајин дугогодишњи сарадник.
У марту 2016. године Маја је издала сингл Пауза, који је — судећи по прегледима на Јутјубу — постао њен највећи дотадашњи хит. Тај успех певачица је наизглед надмашила на свој 29. рођендан исте године, када је објавила песму То ме ради, са босанскохерцеговачким реперима Џалом Братом и Бубом Корели. Обе песме нашле су се на листама најслушанијих 2016. године. Видео−спотови за песме настали су у сарадњи са продукцијом TOXIC MUSIC. Извини тата, трећа песма коју је Беровићева издала те године, а коју је опет урадио тандем Хандановић—Туцаковић, није поновила успех претходне две.

#### 2017—2020: Регионална слава
Беровићева је пословни почетак 2017. године обележила гостовањем на солистичком концерту Џале Брата и Бубе Корелија у сарајевском Дому младих. Сарадњу са кантауторима певачица је наставила и на свом шестом албуму Викторијина тајна. Аутори су до назива дошли захваљујући стиху из песме Мала ломи: 
| „ | На мени само штикле и Викторијина тајна. | ” |

Албум рађен у сарајевској продукцији Империја, издао је 2. јула 2017. године City Records. Викторијина тајна представљала је својевремено најурбанији певачицин албум, захваљујући тада актуелном музичком стилу који су Буба Корели и Џала Брат заступали — електронска музика, неретко са латино и треп утицајима, са реповањем и густим текстом. Албум је доживео велики успех, постигавши више од 250 милиона прегледа на Јутјубу. Песме Balmain, Мала ломи и Број постале су хитови неколико дана пошто су објављене. Песме Харем, Руски рулет и Нисам нормална временом су стекле популарност и милионски број прегледа на Јутјубу. Песме Ледена краљица и Пролеће, које су мање познате од осталих, и даље броје преко од десет милиона прегледа свака. Беровићевој је вишенедељни трендинг донео бројне наступе, као и турнеју по Сједињеним Америчким Државама, заједно са Џалом и Бубом.
Крајем 2017. године Маја је сарађивала са Леоном, на његовој песми Легална.
У лето 2018. године певачица је, не мењајући продуцентски тим, издала свој седми албум, назван 7. Овога пута за издавачку кућу изабрала је шведски Spinnup. На дан изласка албума певачица је заузела прво место на листи најпопуларнијих тема на српском Твитеру. Нумера Право време, у којој се као гост појављује Буба Корели, на Јутјубу се задржала на позицији најслушаније песме у Србији дуже од месец дана. Почетком 2021, видео−спот за песму бројао је преко 100 милиона прегледа, што Право време чини једном од три најслушаније домаће песме од кад постоји Јутјуб платформа, као и Мајиним највећим хитом у каријери. Осим ње, све песме на албуму постале су хитови: најпре Нека ствар, Дилајла и V.I.P., а затим и Љубомора, Начисто и Зора. На албуму је заступљен и латино звук, у нумерама Сама и Сахара, за које су спотови снимљени на Куби.
Врхунац дотадашњег успеха био је њен солистички концерт, одржан 2. новембра исте године у београдској Арени, пред више од двадесет хиљада људи. Наредни концерт певачица је одржала 21. децембра, у новосадском СПЕНС-у, пред нешто више од десет хиљада посетилаца. На концерту у Београду, као Мајина предгрупа, први пут се представила публици група Hurricane.

#### 2019—данас: Албум „Интиме”
Маја Беровић је концертима у Београду и Новом Саду започела турнеју под називом У право време. Десетог јануара 2019. наступила је у хали Чаир у Нишу. У марту је одржала чак три велика концерта — у Краљеву, у сарајевској Скендерији, и крајем месеца у Спаладијум арени у Сплиту.
Певачица је 9. јула исте године објавила дует Проблем, заједно са Ацом Лукасом. Истога дана наступила је и на суперфиналној журци ријалити-шоуа Задруга 2, где је отпевала своје највеће хитове. Крајем године објавила је још два сингла — Улога и Змај, од којих је потоњи остварио знатнији успех међу публиком.
Маја је у јулу 2020. године, услед пандемије корона вируса, одржала виртуелни концерт на музичкој платформи Јубокс. Гост на концерту јој је била група Caneras, са којима је Маја отпевала њихову песму Еликсир, и била је то заправо најава њихове предстојеће сарадње. Наиме, Алекс и Ники Канерас написали су музику и текст, и урадили аранжмане за песме са Мајиног осмог студијског албума, који носи назив Интиме. Њихова продукцијска кућа Леона била је заслужна и за реализацију видео−спотова. Сви спотови су премијерно приказани на Мајином Јутјуб каналу 6. августа 2020. године. Најуспешнија песма на албуму била је Honey, коју је пратио спот снимљен у духу црно-белог предратног кабареа, у коме Беровићева у улози певачице заводи мушкарце за столовима, а на очигледну завист и љубомору њихових жена. Песма Ла ла ла створена је под утицајем денс музике, док су Интиме и Бонбон заправо представнице електронске музике и репа. Спот за песму Бонбон певачица је снимила у Келну, у највећем музеју слаткиша на свету. У Келнској катедрали екранизовала је баладичну нумеру Бреме. У видеу који је пратио песму Мото певачица се налази у ботаничкој башти. Песма Верна ко пас, са примесама медитеранског попа, остварила је већи успех на Спотифају, где је неколико месеци била четврта најслушанија песма са албума.
На албуму Интиме налазе се још три песме, чији су аутори Буба и Џала. То су латино нумере Нико као он и Кунем се у нас, и балада Нико не зна. Маја је спотове за све три песме снимила у Доминиканској Републици.
Албум је објавила издавачка кућа XL Elite. Пројекат је делом инспирисан модним трендом ношења розе боје, или тачније − њене ружичасто-беж нијансе, познате и као миленијал пинк (millenial pink). Тај утицај види се у спотовима за песме Интиме, Бонбон и Верна ко пас.

## Приватни живот
Удала се 31. јула 2016. за Алена Драгосава. Сина су добили 21. фебруара 2022, ком су дали име Лав. С породицом живи на релацији Грац—Београд. Изјашњава се као православна хришћанка.

### Филантропија
У јулу 2019. изразила је своју подршку ЛГБТ+ заједници у Босни и Херцеговини позивајући људе на прву Параду поноса у Сарајеву која је одржана 8. септембра 2019.

## Дискографија

### Студијски албуми
- Живот уживо (2007)
- Црно злато (2008)
- Maya (2011)
- Дјевојка са југа (2012)
- Опасне воде (2014)
- Викторијина тајна (2017)[30]
- 7 (2018)[20]
- Интиме (2020)
- Милион (2023)

### Мини-албуми
- (2024)
- (2025)

### Компилације
- [17 Ванвременских Хитова] (2017)[31]

### Синглови
- Колико те лудо волим ја (2009)
- Лака мета (2011)
- Лети птицо слободно (2011)
- То ме ради (ft. Џала Брат, Буба Корели, 2016)
- Извини тата (2016)
- Пауза (2016)
- Легална (ft. Леон, 2017)
- Проблем (ft. Аца Лукас, 2019)
- Змај (2019)
- Улога (2019)[31]
- Рампампам (ft. Caneras, 2021)
- Але Але (2022)
- До Костију (2023)